# 1-й Шевченківський провулок (Житомир)
1-й Шевченківський провулок — провулок в Корольовському районі міста Житомира. 

## Характеристики
Розташований у Старому місті, розпланованому на теренах історичної місцевості Путятинка. Бере початок з вулиці Шевченка, завершується на вулиці Героїв Крут. Забудова провулка представлена житловими будинками садибного типу та двоповерховими житловими будинками.

## Історичні відомості
Провулок виник наприкінці 1940-х років у ході ущільнення забудови кварталу, сформованого до початку ХХ століття новопрокладеними згідно з генпланами вулицями Соляною (нині Шевченка), Міщанською (нині Івана Мазепи), Дмитрівською (нині Героїв Крут) та Крошенською (нині Князів Острозьких).  
В середині ХІХ століття за місцем розташування майбутнього провулка розкинулися вільні від забудови землеволодіння тодішньої околиці міста. Східніше провулка проходила міська межа. 
Провулок сформувався в результаті об'єднання двох провулків — Шевченківського та Вишневського, що, відповідно, брали початок з вулиць Леваневського та Шевченка. Забудова сформувалася у 1950-х роках. Отримав чинну назву в 1958 році. 